# Sulpitus lilla
Sulpitus lilla là một loài bọ cánh cứng trong họ Cerambycidae.